# Korfball bei den Olympischen Spielen
Korfball wurde bei den olympischen Spielen lediglich zweimal 1920 und 1928 als Demonstrationswettbewerb vorgeführt. Das Korfball-Spiel ähnelt dem Basketball und Korbball. Gespielt wurde bei beiden Demonstrationswettbewerben jeweils mit gemischten Mannschaften, bestehend aus sechs Männern und sechs Frauen.

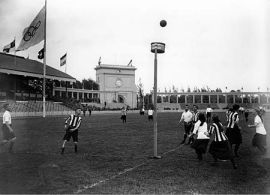
Spielszene von 1920

## Sommerspiele 1920
Es fand lediglich ein Spiel am 22. August 1920 im Olympiastadion Antwerpen zwischen einer Auswahl aus Südholland und Amsterdam statt, welches 2:0 endete. Das Spiel lief während des Marathons, der zeitgleich im Olympiastadion stattfand.
Die Teams
| Spieler | Amsterdam            | Südholland         |
| ------- | -------------------- | ------------------ |
| Männer  | Huub Vliegen         | Frans van Zimmeren |
| Männer  | Nico Ouwehand        | A. Ouwerkerk       |
| Männer  | Jan Brinck           | N. Ragut           |
| Männer  | Laurens Brinck       | Gerrit de Mey      |
| Männer  | J. de Nie            | K. Nieuwenhuizen   |
| Männer  | Gerard Sieverts      | H. van der Reyden  |
| Frauen  | F. Jansen            | Zus Schilthuizen   |
| Frauen  | Annie van Beek       | T. Buys            |
| Frauen  | Lies Teunisse        | J. Christiansen    |
| Frauen  | Willy Stiens         | N. van Noort       |
| Frauen  | T. Donker            | Antonia Ballego    |
| Frauen  | M. Gregorius         | F. Dekker          |
| Reserve | L. van Koesveld (M.) | H. J. Popp (M.)    |
| Reserve | T. Abeling (F.)      |                    |

## Sommerspiele 1928

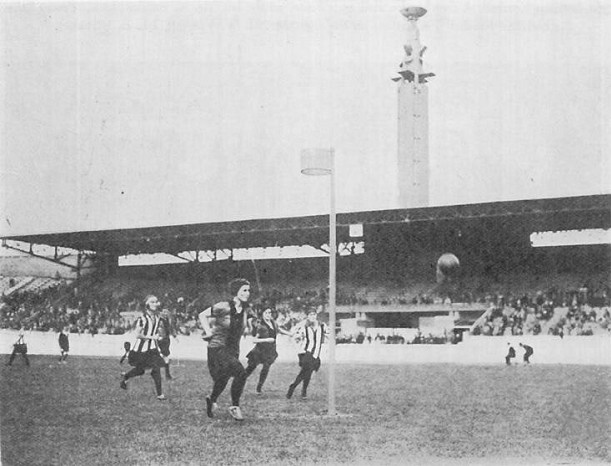
Spielszene von 1928

Es fand wiederum nur ein Spiel am 6. August 1928 zwischen zwei niederländischen Mannschaften (Team Rot-Weiß und Rot-Schwarz) mit je 12 Spielern statt. Das Ergebnis ist unbekannt.
Die Teams
| Rot-Weiß   |                         |
|            |                         |
| Angriff    | Gerrit de Mey (Kapitän) |
| Angriff    | Leen Wedemeyer          |
| Angriff    | Garrie Voordenberg      |
| Angriff    | Mien 't Hart            |
| Mittelfeld | Laurens Looy            |
| Mittelfeld | G. Storm                |
| Mittelfeld | Miep Klamer             |
| Mittelfeld | Mw. M. Trupp            |
| Abwehr     | Bas Dorsman             |
| Abwehr     | Joop van der Geest      |
| Abwehr     | Annie Vaandrager        |
| Abwehr     | Dien Richel             |

| Rot-Schwarz |                        |
|             |                        |
| Angriff     | Harm Gerding (Kapitän) |
| Angriff     | Henk Venema            |
| Angriff     | Ties Hendriksen        |
| Angriff     | Lubertha Wagenvoort    |
| Mittelfeld  | Anton Madsen           |
| Mittelfeld  | K. Gruys               |
| Mittelfeld  | Annie Krelage          |
| Mittelfeld  | Jannie de Koning       |
| Abwehr      | Bep Eggink             |
| Abwehr      | Arend Hendriksen       |
| Abwehr      | Mien Klijn             |
| Abwehr      | Ciel Cohen             |